# 彭湃烈士故居
彭湃烈士故居位于汕尾市海丰县海城镇桥东。内有得趣书室以及彭湃母亲居室。目前为纪念馆，属广东省级文物单位，并对游客免费开放。

## 历史
彭湃是中国共产党早期农民运动领导人之一，又是海陆丰农民运动创始人。彭湃在此处度过童年和青少年时代。
1922年夏，彭湃开始宣传农民运动，与妻子蔡素屏一起搬往得趣书室居住。
1925年3月，广东国民革命军第一次东征到达海丰。周恩来和革命军的苏联军事顾问鲍罗廷及加伦将军曾在此居住，一起研究工作。
1925年6月，革命军回师广州，军阀陈炯明重新攻陷海丰城。建筑本体遭焚毁，仅存墙基遗留。解放后广东省人民政府拨款修建围墙加以保护。
1986年，国家文物局拨款十五万元按原貌重建，并陈列彭湃烈士生平文物。

## 建筑布局
彭湃烈士故居坐北向南，面临龙津河。原始建筑年代为清末。
主楼双层，面宽三间12.9米，进深10.9米，前廊仿西式建筑，楼板加铺花砖，两侧建有封火墙，总建筑面积266平方米。